# Lieux de savoir
Les Lieux de savoir sont une entreprise intellectuelle, conçue sous la forme d’une série de livres, dirigée par Christian Jacob. Composé d’une série d'études par de nombreux spécialistes, l’ensemble constitue une réflexion sur la manière dont les savoirs s’élaborent, prennent forme et se transmettent.
La perspective est résolument comparatiste, l’œuvre faisant appel à des spécialistes de toutes les disciplines : historiens, géographes, ethnologues, mais aussi linguistes, philosophes, etc.
Le premier volume, Espaces et communautés, a paru en 2007 aux éditions Albin Michel, suivi des Mains de l'intellect en 2011.
Espaces et Communautés tente de répondre à la question : « Comment des savoirs en viennent-ils à faire corps et à “faire lieu”, à être partagés dans les collectifs, à organiser des territoires, à circuler dans des réseaux ? » Précédé d’un avant-propos général et d’une introduction de Christian Jacob, l’ouvrage est divisé en quatre parties :
- « Communauté et institution » ;
- « Lieux du travail savant » ;
- « Territoire et mobilité » ;
- « Villes phares ».

Les mains de l'intellect présente également une introduction de Christian Jacob ainsi que les quatre parties suivantes :
- « Ergonomies » ;
- « Inscriptions » ;
- « Opérations » ;
- « Les artisans du savoir ».

Le projet éditorial a été interrompu après la publication de ce second volume. Les volumes 3 et 4 initialement prévus aux éditions Albin Michel ne paraitront pas.

Suite de l'entreprise intellectuelle des Lieux de savoirs, le projet Savoirs dirigé par Christian Jacob est conçu sous la forme d'
une bibliothèque numérique qui invite à des parcours réflexifs et heuristiques dans un corpus de textes d’histoire et d’anthropologie des sciences et des savoirs. L’application met en œuvre un système de recommandations permettant des stratégies innovantes de recherche et de lecture.

## Liste des ouvrages
- Lieux de savoir : Espaces et Communautés, t. 1, Paris, Albin Michel, 2007, 1282 p. (ISBN 978-2-226-17904-3).
- Lieux de savoir : Les Mains de l’intellect, t. 2, Paris, Albin Michel, 2011, 992 p. (ISBN 978-2-226-18729-1).
- Lieux de savoir, t. 3 (annulé).
- Lieux de savoir, t. 4 (annulé).